# Dapanoptera percelestis
Dapanoptera percelestis là một loài ruồi trong họ Limoniidae. Chúng phân bố ở miền Australasia.